# Christian Martínez Díaz
Christian Martínez Díaz (La Coruña, 13 de octubre del 2000) es un futbolista español que juega como delantero centro en el C. P. Cacereño de la Segunda Federación.

## Trayectoria
Nacido en La Coruña, se une al fútbol base del CD Lugo en 2018 tras representar al Orillamar SD y Atlético Coruña Montañeros CF. Asciende al filial del club para la Tercera División de España 2019-20, debutando el 25 de agosto de 2019 al entrar como suplente en la segunda mitad de una derrota liguera por 1-0 frente al Arosa SC. 
El 9 de agosto de 2021 sale cedido al CF La Nucía de la Segunda Federación hasta final de campaña pero, tras no contar con demasiados minutos, se marcha del club en enero para salir, también cedido, al Bergantiños FC de la misma categoría por lo que restaba de temporada.
De vuelta en el filial lucense, logra debutar con el primer equipo el 24 de marzo de 2023 tras entrar como suplente en los minutos finales de una derrota por 2-0 frente al FC Cartagena en la Segunda División.
El 3 de julio de 2023 se desvincula del filial gallego para fichar por el R. C. Villalbés de la Segunda Federación. Con el equipo de Villalba juega 17 encuentros y anota 5 goles en media temporada.
En el mercado invernal de esa temporada, se marcha al C. F. La Nucía, donde ya jugó como cedido dos temporadas atrás.
En verano de 2024, firma por el C. P. Cacereño de la Segunda Federación.

## Clubes
Actualizado al último partido disputado el 17 de noviembre de 2024.
| Club                       | País   | Año       | Partidos | Goles |
| -------------------------- | ------ | --------- | -------- | ----- |
| Polvorín F. C.             | España | 2019-2023 | 59       | 22    |
| C. F. La Nucía (cedido)    | España | 2021-2022 | 8        | 1     |
| Bergantiños F. C. (cedido) | España | 2022      | 14       | 5     |
| C. D. Lugo                 | España | 2023      | 1        | 0     |
| R. C. Villalbés            | España | 2023-2024 | 17       | 5     |
| C. F. La Nucía             | España | 2024      | 16       | 2     |
| C. P. Cacereño             | España | 2024-Act. | 13       | 5     |